# ナイロメーター

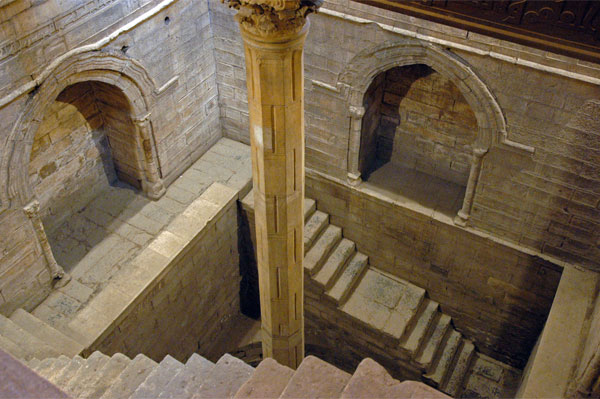
カイロ、ローダ島にあるナイロメーターの軸の測定

ナイロメーター（Nilometer）は、ナイル川の透明さや、毎年の洪水が起こる季節にナイル川の水位を測定する手段（建築物）だった。
6月から9月の間、エジプトを流れるナイル川は、堤防からあふれ出て、隣接する氾濫原を浸水させていた。9月から10月にかけて、水量が減少するとき、川は耕地に肥沃な黒い沈泥である沖積層を残していった。氾濫期 – エジプト語ではakhet – は、古代エジプト人が一年を3つに分けた季節の1つだった。（氾濫期を参照）
エジプト文明への毎年の洪水の重要性について説明するのは難しい。適度な洪水は、農業をするのに適していたが、正常ではなく、洪水があまり起こらない年には、飢饉を引き起こした。また、規模が大きい場合には川から離れた氾濫原に建てられた建築物の多くを流失させ、被害は甚大だった。ファラオの時代からの記録の平均では、5年に1年は、規模が例年よりも大きい洪水や、規模の小さい洪水が発生した。
次の洪水の規模を予測する能力は、古代エジプトの聖職者の神秘性の1つだった。その年の洪水の規模は、税の重さを決定する際に知る必要があったため、同じ技術はさらに、政治上・管理上の役割を果たした。これは、聖職者が川の日々の水位を測定し、夏の洪水の発生を発表し、ナイロメーターを使用し始めた場所である。
最もシンプルなナイロメーターのデザインは、水の深さを示す印の付いた間隔と共に、川の水域に沈められた垂直な棒である。精巧で華麗な石造建築に収容されていたとはいえ、この単純な設計は、今でもカイロのローダ島で見ることができる。アッバース朝カリフのムタワッキルがナイロメーターの建築を命じたのは、紀元861年でかなり後のことであり、シリアの正教徒の総主教、830年のテル・メーアのディオニュシオスによる初期の見本の跡地に建てられた。

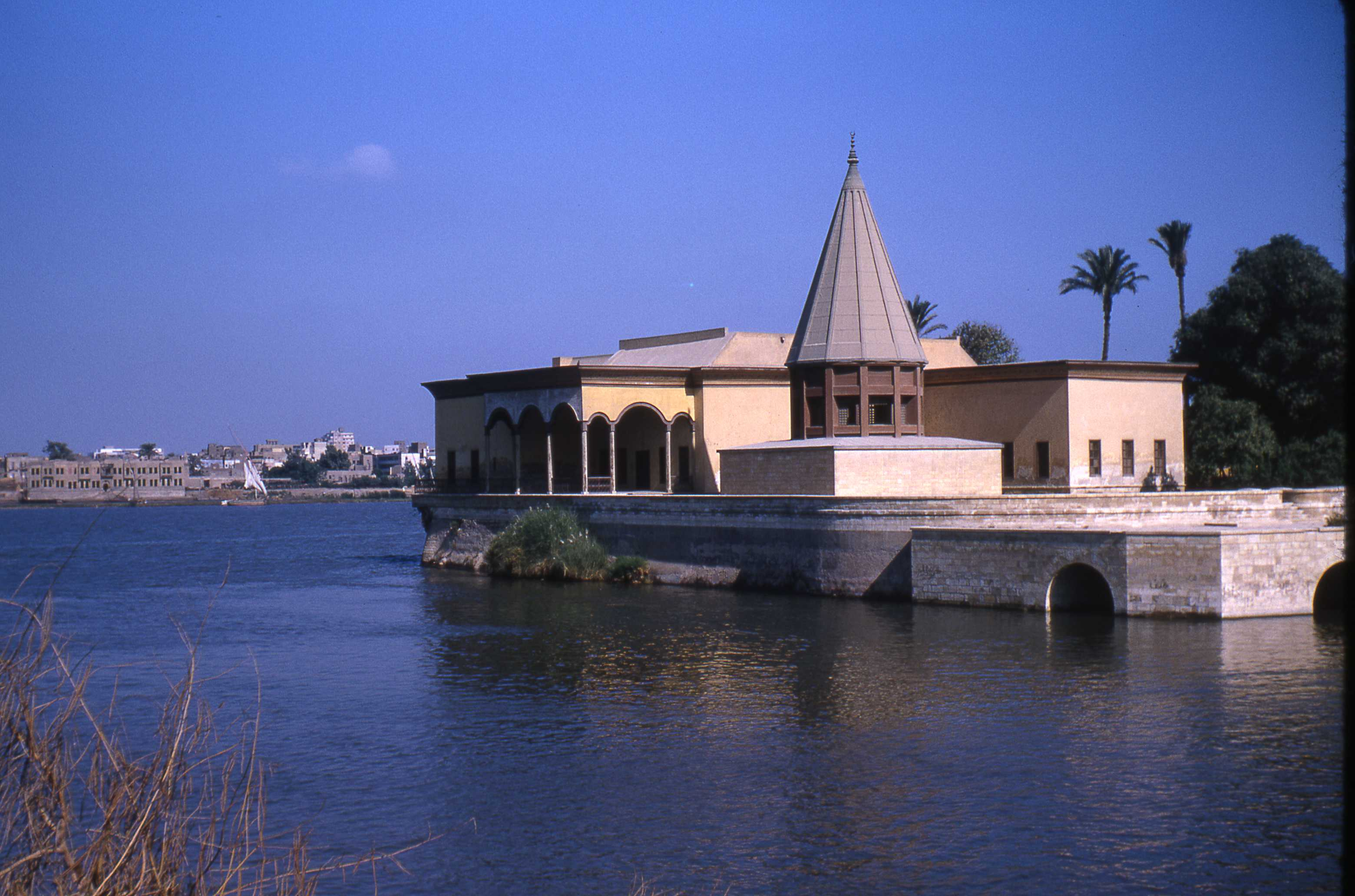
円錐形の建築は、カイロのナイル川に浮かぶローダ島南端のナイロメーターを覆っている。この建築は近代的だが、ナイロメーターは紀元861年から存在する

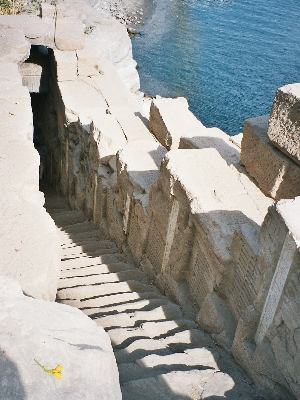
エレファンティネ島のナイロメーター

2番目のナイロメーターのデザインには、壁に沿った深さの印と共に、水面下まで続く階段がある。
この種で最もよく知られている例は、アスワンのエレファンティネ島で見ることができる。さらに、エジプトの歴史上では、エレファンティネ島がエジプトの南側の国境に面しており、毎年洪水が襲った最初の場所であったので、この位置は特に重要であった。
最も精巧なデザインには、河岸から出発し、井戸、タンク、貯水池まで水を供給した水路 – しばしば相当な距離を流れた – が含まれていた。これらのナイロメーターの井戸は、聖職者や支配者のみが入ることができた寺院の領域内に最も多くある。深く、円筒形で、水路の穴が取り囲んでいる壁にある、特に素晴らしい例は、アスワンの北のコム・オンボ神殿で見ることができる。
ナイロメーターは、ファラオの時代から使用されていたが、その後もエジプトで支配力を持った文明で使用され続けた。20世紀になると、ナイル川の毎年の洪水は、細かく調査され、アスワン・ダムの建造と共に、完全に姿を消した。
アスワン・ハイ・ダムのエジプトとその農業への影響は、複雑な理由で論争の的となっているが、これには、ナイロメーターを旧式とした補足的な理由もあった。